# All Saints (Band)/Diskografie
Diese Diskografie ist eine Übersicht über die musikalischen Werke der britischen Pop-Girlgroup All Saints. Den Schallplattenauszeichnungen zufolge hat sie bisher mehr als 9,9 Millionen Tonträger verkauft, davon alleine in ihrer Heimat über 6,5 Millionen. Ihre erfolgreichste Veröffentlichung ist das Album All Saints mit über 3,7 Millionen verkauften Einheiten.

## Alben

### Studioalben
| Jahr | Titel Musiklabel                        | Höchstplatzierung, Gesamtwochen, AuszeichnungChartplatzierungen (Jahr, Titel, Musiklabel, Platzierungen, Wochen, Auszeichnungen, Anmerkungen) | Höchstplatzierung, Gesamtwochen, AuszeichnungChartplatzierungen (Jahr, Titel, Musiklabel, Platzierungen, Wochen, Auszeichnungen, Anmerkungen) | Höchstplatzierung, Gesamtwochen, AuszeichnungChartplatzierungen (Jahr, Titel, Musiklabel, Platzierungen, Wochen, Auszeichnungen, Anmerkungen) | Höchstplatzierung, Gesamtwochen, AuszeichnungChartplatzierungen (Jahr, Titel, Musiklabel, Platzierungen, Wochen, Auszeichnungen, Anmerkungen) | Höchstplatzierung, Gesamtwochen, AuszeichnungChartplatzierungen (Jahr, Titel, Musiklabel, Platzierungen, Wochen, Auszeichnungen, Anmerkungen) | Anmerkungen                                                  |
| Jahr | Titel Musiklabel                        | DE | AT | CH | UK | US | Anmerkungen                                                  |
| ---- | --------------------------------------- | --- | --- | --- | --- | --- | ------------------------------------------------------------ |
| 1997 | All Saints London Records (Polygram)    | DE12 (22 Wo.)DE | AT15 (16 Wo.)AT | CH3 Platin · (25 Wo.)CH | UK2 ×5Fünffachplatin · (83 Wo.)UK | US40 Platin · (49 Wo.)US | Erstveröffentlichung: 15. Oktober 1997 Verkäufe: + 3.505.226 |
| 2000 | Saints and Sinners London Records (WMG) | DE14 (11 Wo.)DE | AT12 (5 Wo.)AT | CH7 (10 Wo.)CH | UK1 ×2Doppelplatin · (23 Wo.)UK | — | Erstveröffentlichung: 16. Oktober 2000 Verkäufe: + 1.035.000 |
| 2006 | Studio 1 Parlophone (EMI)               | — | — | CH73 (1 Wo.)CH | UK40 Gold · (2 Wo.)UK | — | Erstveröffentlichung: 13. November 2006 Verkäufe: + 100.000  |
| 2016 | Red Flag London Records (BMG)           | — | — | CH70 (1 Wo.)CH | UK3 (4 Wo.)UK | — | Erstveröffentlichung: 8. April 2016                          |
| 2018 | Testament AS Recordings (BMG)           | — | — | — | UK15 (1 Wo.)UK | — | Erstveröffentlichung: 27. Juli 2018                          |

### Kompilationen
| Jahr | Titel Musiklabel                                  | Höchstplatzierung, Gesamtwochen, AuszeichnungChartplatzierungen (Jahr, Titel, Musiklabel, Platzierungen, Wochen, Auszeichnungen, Anmerkungen) | Höchstplatzierung, Gesamtwochen, AuszeichnungChartplatzierungen (Jahr, Titel, Musiklabel, Platzierungen, Wochen, Auszeichnungen, Anmerkungen) | Höchstplatzierung, Gesamtwochen, AuszeichnungChartplatzierungen (Jahr, Titel, Musiklabel, Platzierungen, Wochen, Auszeichnungen, Anmerkungen) | Höchstplatzierung, Gesamtwochen, AuszeichnungChartplatzierungen (Jahr, Titel, Musiklabel, Platzierungen, Wochen, Auszeichnungen, Anmerkungen) | Höchstplatzierung, Gesamtwochen, AuszeichnungChartplatzierungen (Jahr, Titel, Musiklabel, Platzierungen, Wochen, Auszeichnungen, Anmerkungen) | Anmerkungen                                              |
| Jahr | Titel Musiklabel                                  | DE | AT | CH | UK | US | Anmerkungen                                              |
| ---- | ------------------------------------------------- | --- | --- | --- | --- | --- | -------------------------------------------------------- |
| 2001 | All Hits London Records (WMG)                     | DE71 (1 Wo.)DE | — | CH51 (3 Wo.)CH | UK18 Gold · (8 Wo.)UK | — | Erstveröffentlichung: 5. November 2001 Verkäufe: 100.000 |
| 2010 | Pure Shores: The Very Best of Rhino Records (WMG) | — | — | — | — | — | Erstveröffentlichung: 27. September 2010                 |

### Remixalben
| Jahr | Titel Musiklabel                          | Anmerkungen                         |
| ---- | ----------------------------------------- | ----------------------------------- |
| 1998 | The Remix Album London Records (Polygram) | Erstveröffentlichung: Dezember 1998 |

## Singles
| Jahr                   | Titel Album                           | Höchstplatzierung, Gesamtwochen, AuszeichnungChartplatzierungen (Jahr, Titel, Album, Platzierungen, Wochen, Auszeichnungen, Anmerkungen) | Höchstplatzierung, Gesamtwochen, AuszeichnungChartplatzierungen (Jahr, Titel, Album, Platzierungen, Wochen, Auszeichnungen, Anmerkungen) | Höchstplatzierung, Gesamtwochen, AuszeichnungChartplatzierungen (Jahr, Titel, Album, Platzierungen, Wochen, Auszeichnungen, Anmerkungen) | Höchstplatzierung, Gesamtwochen, AuszeichnungChartplatzierungen (Jahr, Titel, Album, Platzierungen, Wochen, Auszeichnungen, Anmerkungen) | Höchstplatzierung, Gesamtwochen, AuszeichnungChartplatzierungen (Jahr, Titel, Album, Platzierungen, Wochen, Auszeichnungen, Anmerkungen) | Anmerkungen                                                          | [↑]: gemeinsam behandelt mit vorhergehendem Eintrag; [←]: in beiden Charts platziert |
| Jahr                   | Titel Album                           | DE | AT | CH | UK | US | Anmerkungen                                                          |                                                                                      |
| ---------------------- | ------------------------------------- | --- | --- | --- | --- | --- | -------------------------------------------------------------------- | ------------------------------------------------------------------------------------ |
| als All Saints 1.9.7.5 |                                       | | | | | |                                                                      |                                                                                      |
|                        |                                       | | | | | |                                                                      |                                                                                      |
| 1994                   | Silver Shadow –                       | — | — | — | — | — | Erstveröffentlichung: 8. August 1994                                 |                                                                                      |
| 1995                   | If You Wanna Party (I Found Lovin’) – | — | — | — | — | — | Erstveröffentlichung: 2. Oktober 1995                                |                                                                                      |
| als All Saints         |                                       | | | | | |                                                                      |                                                                                      |
|                        |                                       | | | | | |                                                                      |                                                                                      |
| 1997                   | I Know Where It’s At All Saints       | DE71 (5 Wo.)DE | — | CH25 (4 Wo.)CH | UK4 Silber · (9 Wo.)UK | US36 (10 Wo.)US | Erstveröffentlichung: 18. August 1997 Verkäufe: + 235.000            |                                                                                      |
| 1997                   | Never Ever All Saints                 | DE18 (17 Wo.)DE | AT7 (19 Wo.)AT | CH4 Gold · (20 Wo.)CH | UK1 ×3Dreifachplatin · (26 Wo.)UK | US4 (19 Wo.)US | Erstveröffentlichung: 10. November 1997 Verkäufe: + 2.020.000        |                                                                                      |
| 1998                   | Under the Bridge All Saints           | DE37 (9 Wo.)DE | AT28 (8 Wo.)AT | CH24 (11 Wo.)CH | UK1 Gold · (17 Wo.)UK | — | Erstveröffentlichung: 13. April 1998 Verkäufe: + 435.000             |                                                                                      |
| 1998                   | Lady Marmalade All Saints             | DE87 (6 Wo.)DE | — | CH45 (2 Wo.)CH[UK: ↑] | UK1 Gold · (17 Wo.)UK | — | Erstveröffentlichung: 27. April 1998                                 |                                                                                      |
| 1998                   | Bootie Call All Saints                | — | — | — | UK1 Silber · (15 Wo.)UK | — | Erstveröffentlichung: 31. August 1998 Verkäufe: + 200.000            |                                                                                      |
| 1998                   | War of Nerves All Saints              | — | — | — | UK7 Silber · (13 Wo.)UK | — | Erstveröffentlichung: 23. November 1998 Verkäufe: + 200.000          |                                                                                      |
| 2000                   | Pure Shores Saints and Sinners        | DE14 (13 Wo.)DE | AT11 (11 Wo.)AT | CH6 (23 Wo.)CH | UK1 ×2Doppelplatin · (20 Wo.)UK | — | Erstveröffentlichung: 14. Februar 2000 Verkäufe: + 1.475.000         |                                                                                      |
| 2000                   | Black Coffee Saints and Sinners       | DE31 (10 Wo.)DE | — | CH28 (14 Wo.)CH | UK1 Silber · (21 Wo.)UK | — | Erstveröffentlichung: 2. Oktober 2000 Verkäufe: + 200.000            |                                                                                      |
| 2001                   | All Hooked Up Saints and Sinners      | — | — | CH96 (1 Wo.)CH | UK7 (14 Wo.)UK | — | Erstveröffentlichung: 15. Januar 2001                                |                                                                                      |
| 2006                   | Rock Steady Studio 1                  | DE40 (9 Wo.)DE | AT20 (12 Wo.)AT | CH37 (11 Wo.)CH | UK3 (11 Wo.)UK | — | Erstveröffentlichung: 30. Oktober 2006                               |                                                                                      |
| 2016                   | One Strike Red Flag                   | — | — | — | — | — | Erstveröffentlichung: 23. Februar 2016                               |                                                                                      |
| 2016                   | One Woman Man Red Flag                | — | — | — | — | — | Erstveröffentlichung: 18. März 2016                                  |                                                                                      |
| 2016                   | This Is a War Red Flag                | — | — | — | — | — | Erstveröffentlichung: 13. Mai 2016                                   |                                                                                      |
| 2019                   | Love Lasts Forever Testament          | — | — | — | — | — | Erstveröffentlichung: 31. Mai 2018                                   |                                                                                      |
| 2019                   | After All Testament                   | — | — | — | — | — | Erstveröffentlichung: 26. Juli 2018                                  |                                                                                      |
| 2020                   | Message in a Bottle –                 | — | — | — | — | — | Erstveröffentlichung: 14. April 2020 mit Sting; Original: The Police |                                                                                      |

## Videoalben und Musikvideos

### Videoalben
| Jahr | Titel Musiklabel                    | Höchstplatzierung, Gesamtwochen, AuszeichnungChartplatzierungen (Jahr, Titel, Musiklabel, Platzierungen, Wochen, Auszeichnungen, Anmerkungen) | Höchstplatzierung, Gesamtwochen, AuszeichnungChartplatzierungen (Jahr, Titel, Musiklabel, Platzierungen, Wochen, Auszeichnungen, Anmerkungen) | Höchstplatzierung, Gesamtwochen, AuszeichnungChartplatzierungen (Jahr, Titel, Musiklabel, Platzierungen, Wochen, Auszeichnungen, Anmerkungen) | Höchstplatzierung, Gesamtwochen, AuszeichnungChartplatzierungen (Jahr, Titel, Musiklabel, Platzierungen, Wochen, Auszeichnungen, Anmerkungen) | Höchstplatzierung, Gesamtwochen, AuszeichnungChartplatzierungen (Jahr, Titel, Musiklabel, Platzierungen, Wochen, Auszeichnungen, Anmerkungen) | Anmerkungen                                 |
| Jahr | Titel Musiklabel                    | DE | AT | CH | UK | US | Anmerkungen                                 |
| ---- | ----------------------------------- | --- | --- | --- | --- | --- | ------------------------------------------- |
| 1998 | The Video London Records (Polygram) | — | — | — | UK2 Gold · (27 Wo.)UK | — | Erstveröffentlichung: 1998 Verkäufe: 25.000 |

### Musikvideos
| Jahr | Titel                                 | Regie               |
| ---- | ------------------------------------- | ------------------- |
| 1995 | Silver Shadow                         |                     |
| 1997 | I Know Where It’s At                  | Alex Hemming        |
| 1997 | If You Want to Party (I Found Lovin’) | Guy Nesbitt         |
| 1997 | Never Ever                            | Sean Ellis          |
| 1998 | Under the Bridge                      | Philip Andre        |
| 1998 | Lady Marmalade                        | Philip Andre        |
| 1998 | Bootie Call                           | Vaughn Arnell       |
| 1998 | War of Nerves                         |                     |
| 1998 | Never Ever (US Version)               | BIG TV              |
| 2000 | Pure Shores                           |                     |
| 2000 | Black Coffee                          |                     |
| 2000 | All Hooked Up                         |                     |
| 2006 | Rock Steady                           | W.I.Z Factory Films |
| 2006 | Chick Fit                             |                     |

## Promoveröffentlichungen
| Jahr | Titel Album        | Anmerkungen                |
| ---- | ------------------ | -------------------------- |
| 2006 | Chick Fit Studio 1 | Erstveröffentlichung: 2006 |

## Sonderveröffentlichungen
| Jahr | Titel Musiklabel                                               | Anmerkungen                |
| ---- | -------------------------------------------------------------- | -------------------------- |
| 1997 | A Six Track Taste of Things to Come… London Records (Polygram) | Erstveröffentlichung: 1997 |

## Statistik

### Chartauswertung
|                     | DE    | AT    | CH    | UK    | US    |
| ------------------- | ----- | ----- | ----- | ----- | ----- |
| Nummer-eins-Alben   | DE—DE | AT—AT | CH—CH | UK1UK | US—US |
| Top-10-Alben        | DE—DE | AT—AT | CH2CH | UK3UK | US—US |
| Alben in den Charts | DE3DE | AT2AT | CH5CH | UK6UK | US1US |

|                       | DE    | AT    | CH    | UK     | US    |
| --------------------- | ----- | ----- | ----- | ------ | ----- |
| Nummer-eins-Singles   | DE—DE | AT—AT | CH—CH | UK6UK  | US—US |
| Top-10-Singles        | DE—DE | AT1AT | CH2CH | UK10UK | US1US |
| Singles in den Charts | DE7DE | AT4AT | CH8CH | UK10UK | US1US |

|                          | DE    | AT    | CH    | UK    | US    |
| ------------------------ | ----- | ----- | ----- | ----- | ----- |
| Nummer-eins-Videoalben   | DE—DE | AT—AT | CH—CH | UK—UK | US—US |
| Top-10-Videoalben        | DE—DE | AT—AT | CH—CH | UK1UK | US—US |
| Videoalben in den Charts | DE—DE | AT—AT | CH—CH | UK1UK | US—US |

### Auszeichnungen für Musikverkäufe
| Silberne Schallplatte - Frankreich - 2000: für die Single Pure Shores Goldene Schallplatte - Australien - 1998: für die Single I Know Where It’s At - 1998: für die Single Under the Bridge - 2001: für das Album Saints and Sinners - Belgien - 1998: für das Album All Saints - 1998: für die Single Never Ever - 2000: für die Single Pure Shores - Dänemark - 2001: für das Album Saints and Sinners - Hongkong - 1998: für das Album All Saints - Italien - 2000: für die Single Pure Shores - Neuseeland - 1998: für die Single Never Ever - 2000: für die Single Pure Shores - Niederlande - 1998: für das Album All Saints - Polen - 1999: für das Album All Saints - Schweden - 1998: für die Single Never Ever - 2000: für die Single Pure Shores - Taiwan - 1998: für das Album All Saints | Platin-Schallplatte - Australien - 2000: für die Single Pure Shores - Europa - 2000: für das Album Saints and Sinners - Neuseeland - 1998: für das Album All Saints - Spanien - 1998: für das Album All Saints 2× Platin-Schallplatte - Australien - 1998: für die Single Never Ever - 1998: für das Album All Saints - Europa - 1998: für das Album All Saints 3× Platin-Schallplatte - Kanada - 1998: für das Album All Saints |

Anmerkung: Auszeichnungen in Ländern aus den Charttabellen bzw. Chartboxen sind in ebendiesen zu finden.
| Land/RegionAuszeichnungen für Musikverkäufe (Land/Region, Auszeichnungen, Verkäufe, Quellen) | Silber     | Gold       | Platin       | Verkäufe    | Quellen                                                     |
| -------------------------------------------------------------------------------------------- | ---------- | ---------- | ------------ | ----------- | ----------------------------------------------------------- |
| Australien (ARIA)                                                                            | —          | 3× Gold3   | 5× Platin5   | 455.000     | aria.com.au                                                 |
| Belgien (BRMA)                                                                               | —          | 3× Gold3   | —            | 75.000      | ultratop.be                                                 |
| Dänemark (IFPI)                                                                              | —          | Gold1      | —            | 25.000      | musik.org (Memento vom 5. Oktober 2002 im Internet Archive) |
| Europa (IFPI)                                                                                | —          | —          | 3× Platin3   | (3.000.000) | ifpi.org (Memento vom 1. Januar 2014 im Internet Archive)   |
| Frankreich (SNEP)                                                                            | Silber1    | —          | —            | 125.000     | infodisc.fr                                                 |
| Hongkong (IFPI/HKRIA)                                                                        | —          | Gold1      | —            | 10.000      | ifpihk.org                                                  |
| Italien (FIMI)                                                                               | —          | Gold1      | —            | 25.000      | Einzelnachweise                                             |
| Kanada (MC)                                                                                  | —          | —          | 3× Platin3   | 300.000     | musiccanada.com                                             |
| Neuseeland (RMNZ)                                                                            | —          | 2× Gold2   | Platin1      | 25.000      | aotearoamusiccharts.co.nz                                   |
| Niederlande (NVPI)                                                                           | —          | Gold1      | —            | 50.000      | nvpi.nl                                                     |
| Polen (ZPAV)                                                                                 | —          | Gold1      | —            | 50.000      | olis.pl                                                     |
| Schweden (IFPI)                                                                              | —          | 2× Gold2   | —            | 50.000      | sverigetopplistan.se                                        |
| Schweiz (IFPI)                                                                               | —          | Gold1      | Platin1      | 75.000      | hitparade.ch                                                |
| Spanien (Promusicae)                                                                         | —          | —          | Platin1      | 100.000     | elportaldemusica.es                                         |
| Taiwan (RIT)                                                                                 | —          | Gold1      | —            | 40.226      | rit.org.tw                                                  |
| Vereinigte Staaten (RIAA)                                                                    | —          | —          | Platin1      | 1.000.000   | riaa.com                                                    |
| Vereinigtes Königreich (BPI)                                                                 | 4× Silber4 | 4× Gold4   | 12× Platin12 | 6.525.000   | bpi.co.uk                                                   |
| Insgesamt                                                                                    | 5× Silber5 | 21× Gold21 | 27× Platin27 |             |                                                             |